# Chrysosporium pyriforme
Chrysosporium pyriforme är en svampart som beskrevs av Skou 1992. Chrysosporium pyriforme ingår i släktet Chrysosporium och familjen Onygenaceae.   Inga underarter finns listade i Catalogue of Life.